# Puerto de las Palomas (Grazalema)
El puerto de las Palomas es un puerto de montaña de la Sierra de Grazalema (Andalucía, España). Debido a su orientación, es especialmente propenso a recibir nevadas. Aunque a pie de carretera figure un cartel con la altitud de dicho puerto (1.357 m s. n. m.) dicha altitud es errónea, ya que el vecino pico del cerro "Coros" tiene una altitud aproximada  de 1.330 metros, por lo que, obviamente, el Puerto de las Palomas ha de tener una altitud inferior. Está, aproximadamente, y utilizando un altímetro de funcionamiento por baro-compensación, a unos 1.180 metros (margen de error de + - 15 metros aprox).

## Situación
Está situado en el término de Grazalema (Cádiz), a una altitud de 1.180m s. n. m. Conecta Zahara de la Sierra con Grazalema.

## Accesos
Se puede llegar por carretera desde Zahara de la Sierra y Grazalema. El acceso desde Zahara de la Sierra se realiza por una carretera muy sinuosa y con grandes pendientes.
De hecho, en los años 1980 los ciclistas profesionales que participaron en la Vuelta Ciclista a España se negaron a subirlo.
También se pueden realizar varios senderos como el de Pico Coros.

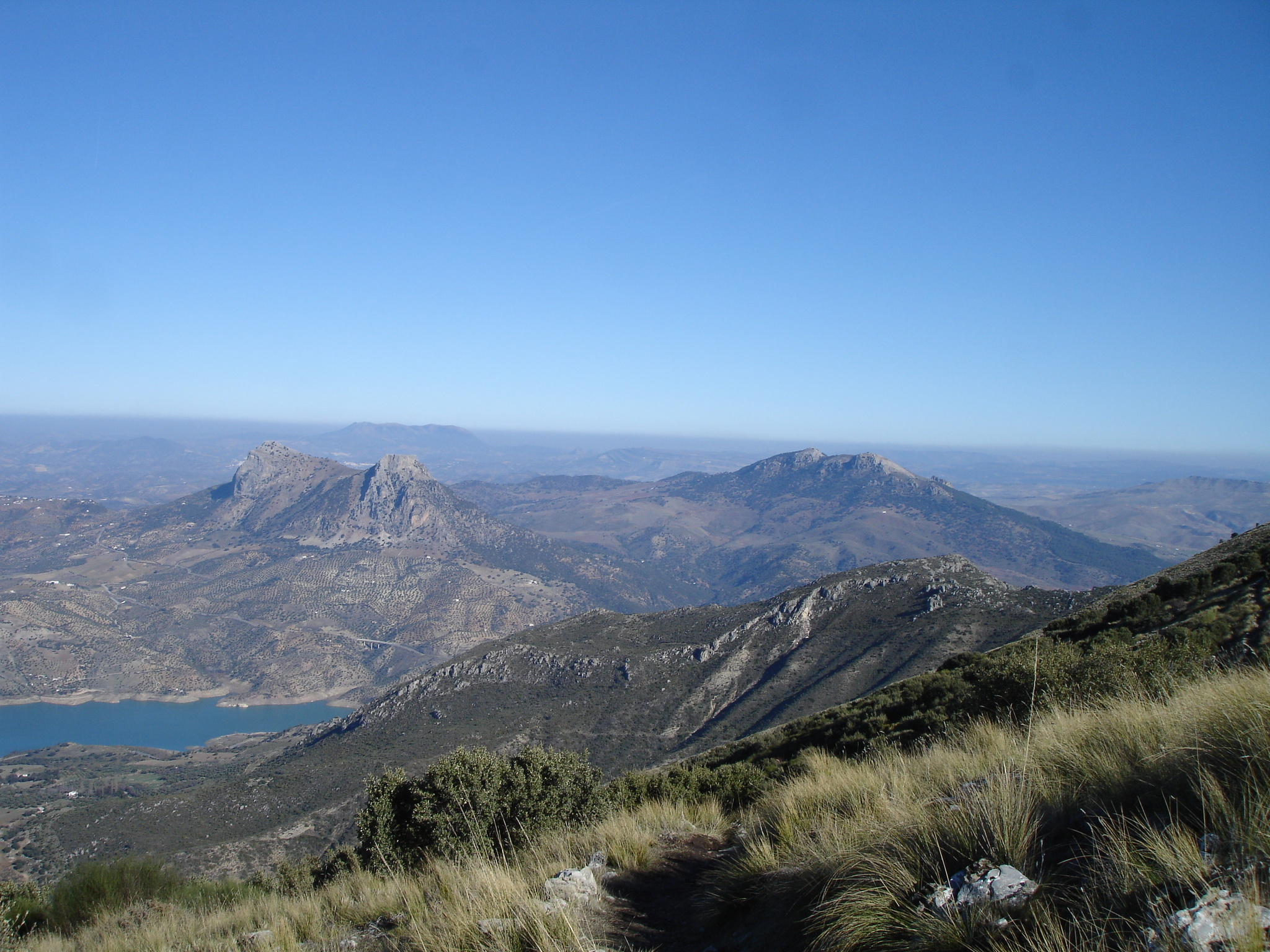
Olvera desde el Cerro Coros
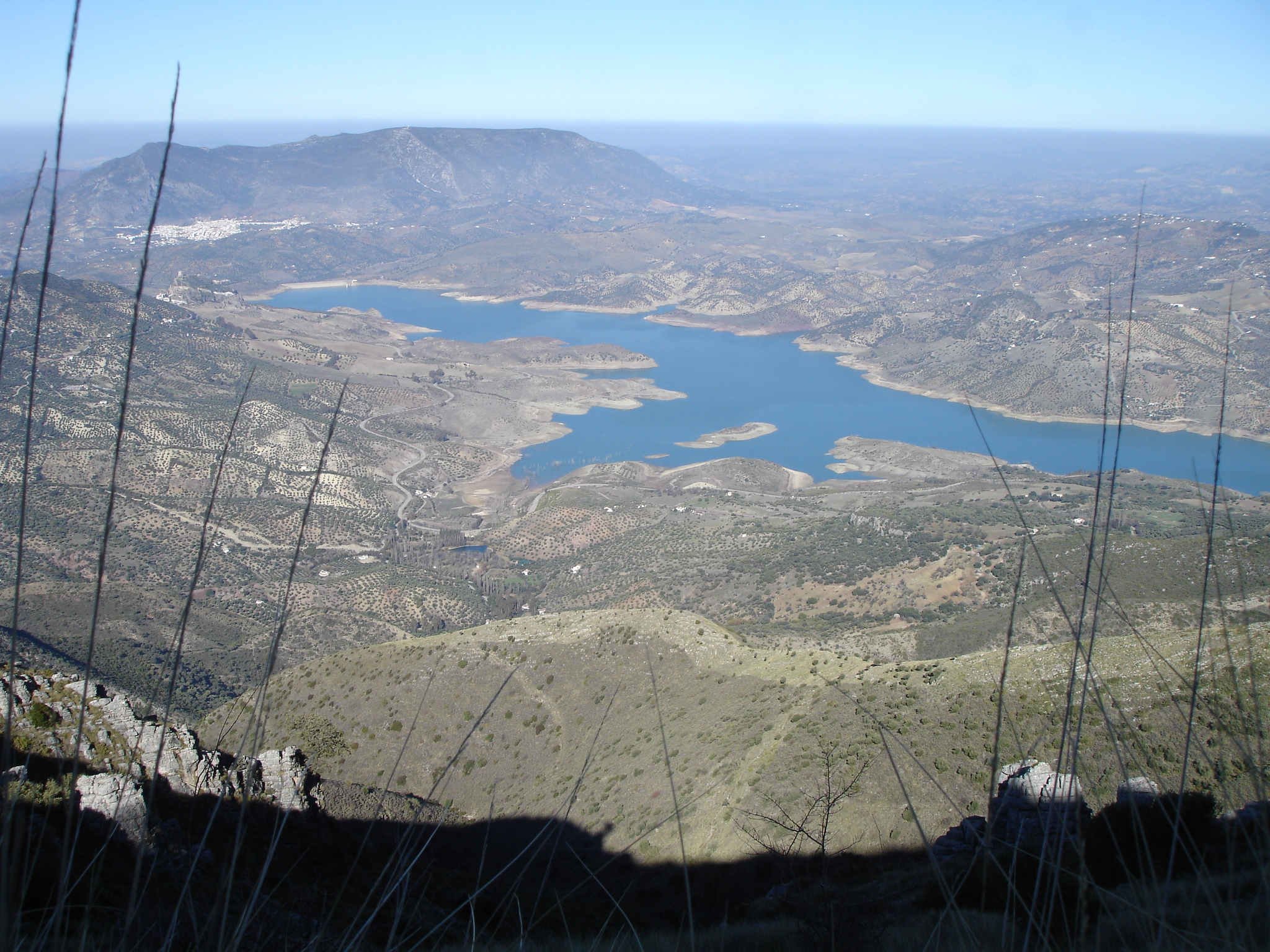
Algodonales desde el Cerro Coros.

## Vistas
Mirando hacia el norte se pueden ver de izquierda a derecha la Garganta Verde, Algodonales, la Sierra de Líjar y el monte Prieto (que sufrió un incendio en 1992, en cuya extinción perecieron cinco miembros del INFOCA).

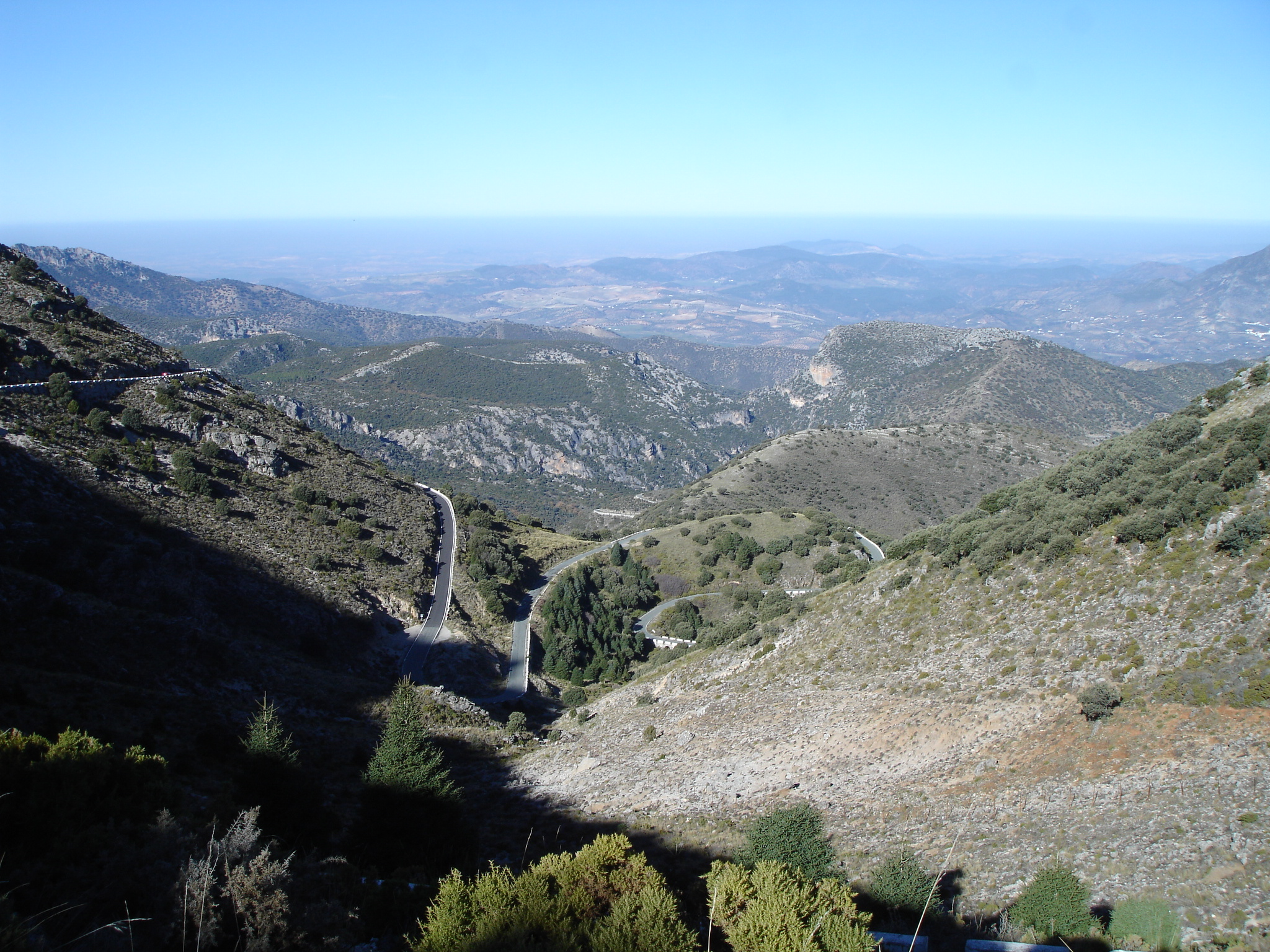
Vista norte desde el puerto de las Palomas.
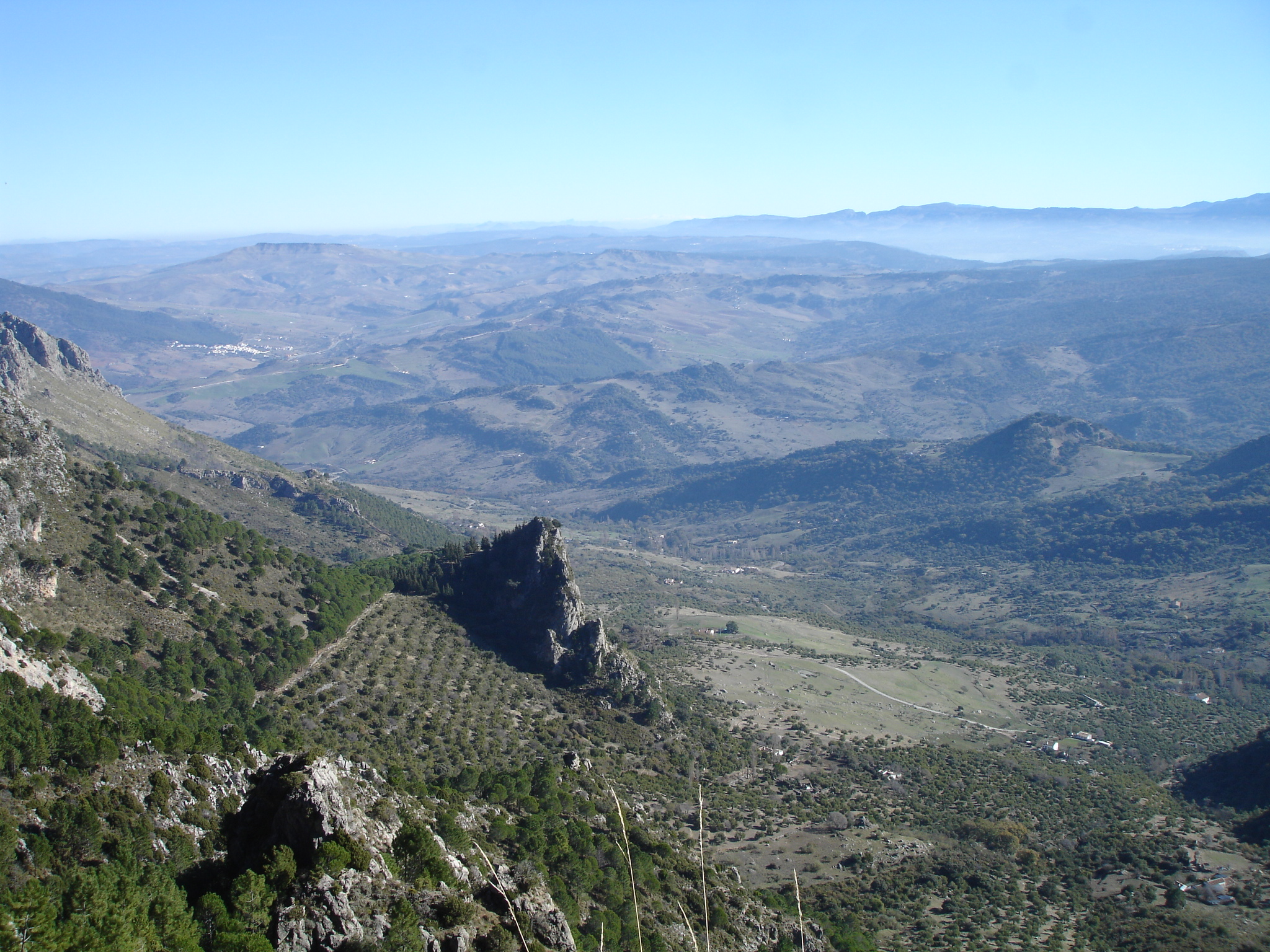
Vista sur desde el puerto de las Palomas.

Hacia el sur se distingue el Tajo de Ronda y la Sierra de las Nieves al fondo, y delante de ella de izquierda a derecha la formación de La Aguja, el Valle de Guadares, el Puerto de los Alamillos y la Sierra del Endrinal (con el Reloj y el Simancón) entre otros.

## Flora y fauna

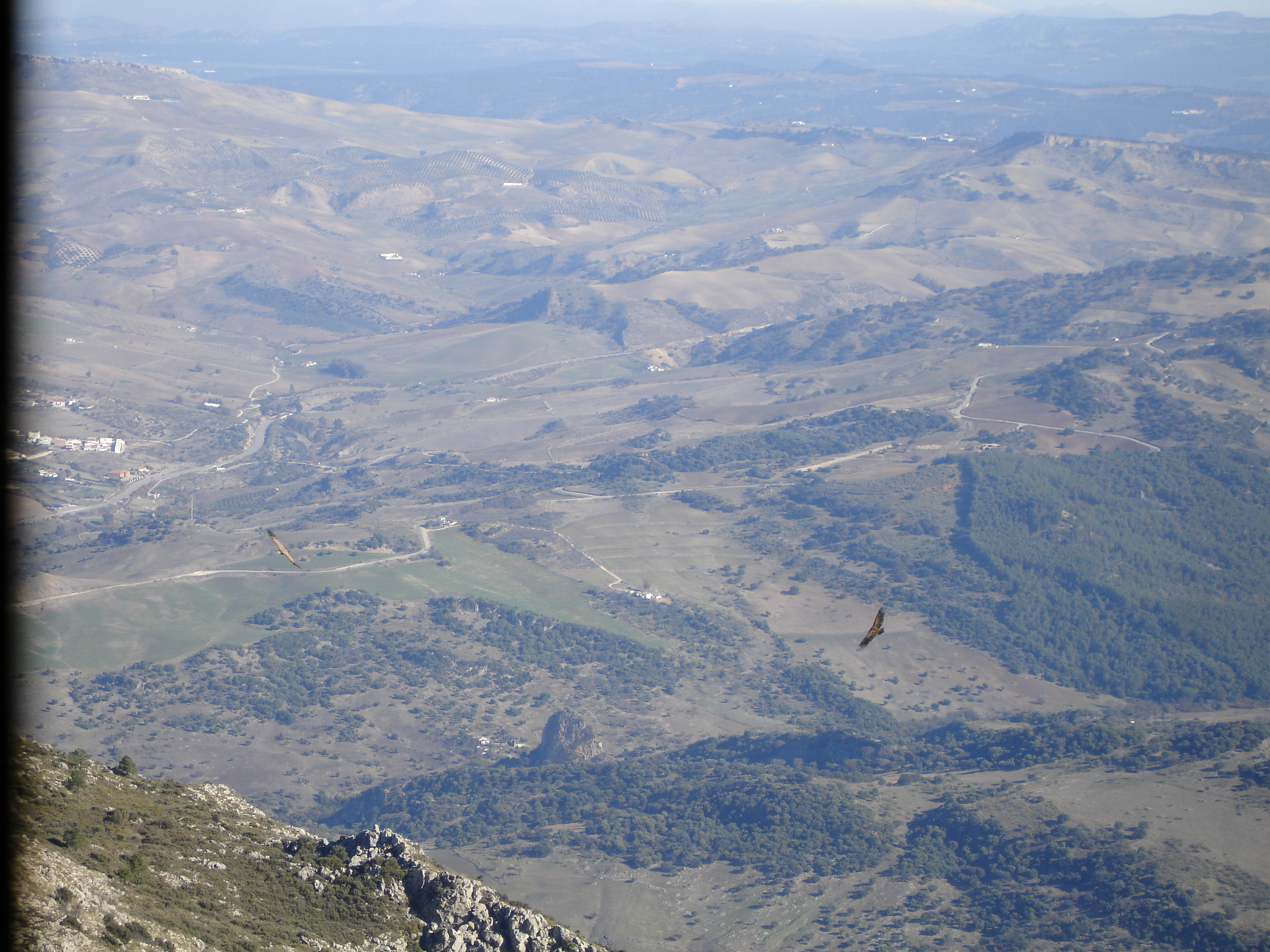
Buitres cerca de sus buitreras en el Cerro Coros.

Existen muchas buitreras en la cara sur del Cerro Coros.

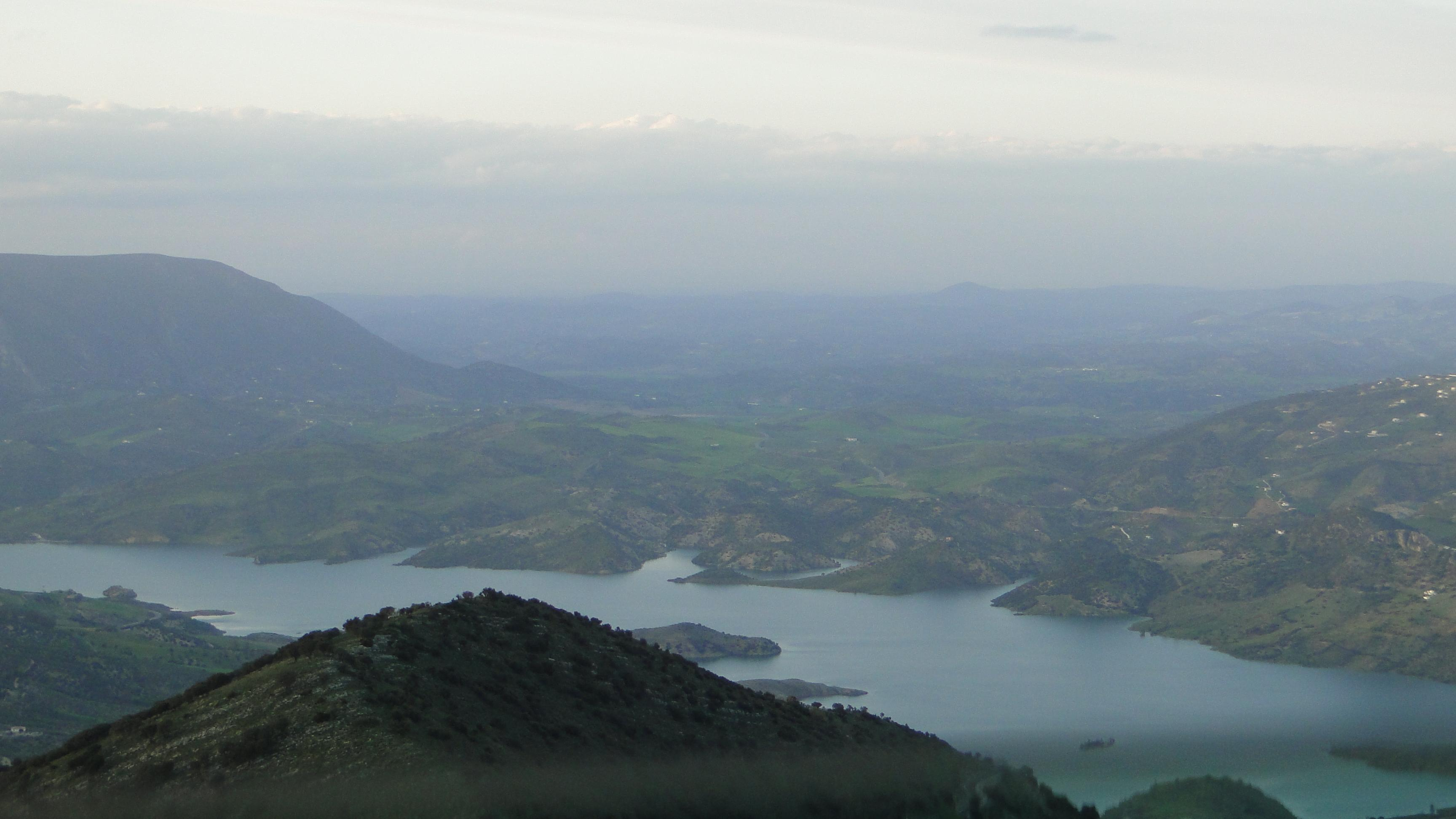
Subiendo al Puerto de las Palomas. Vistas del Embalse de Zahara de la Sierra

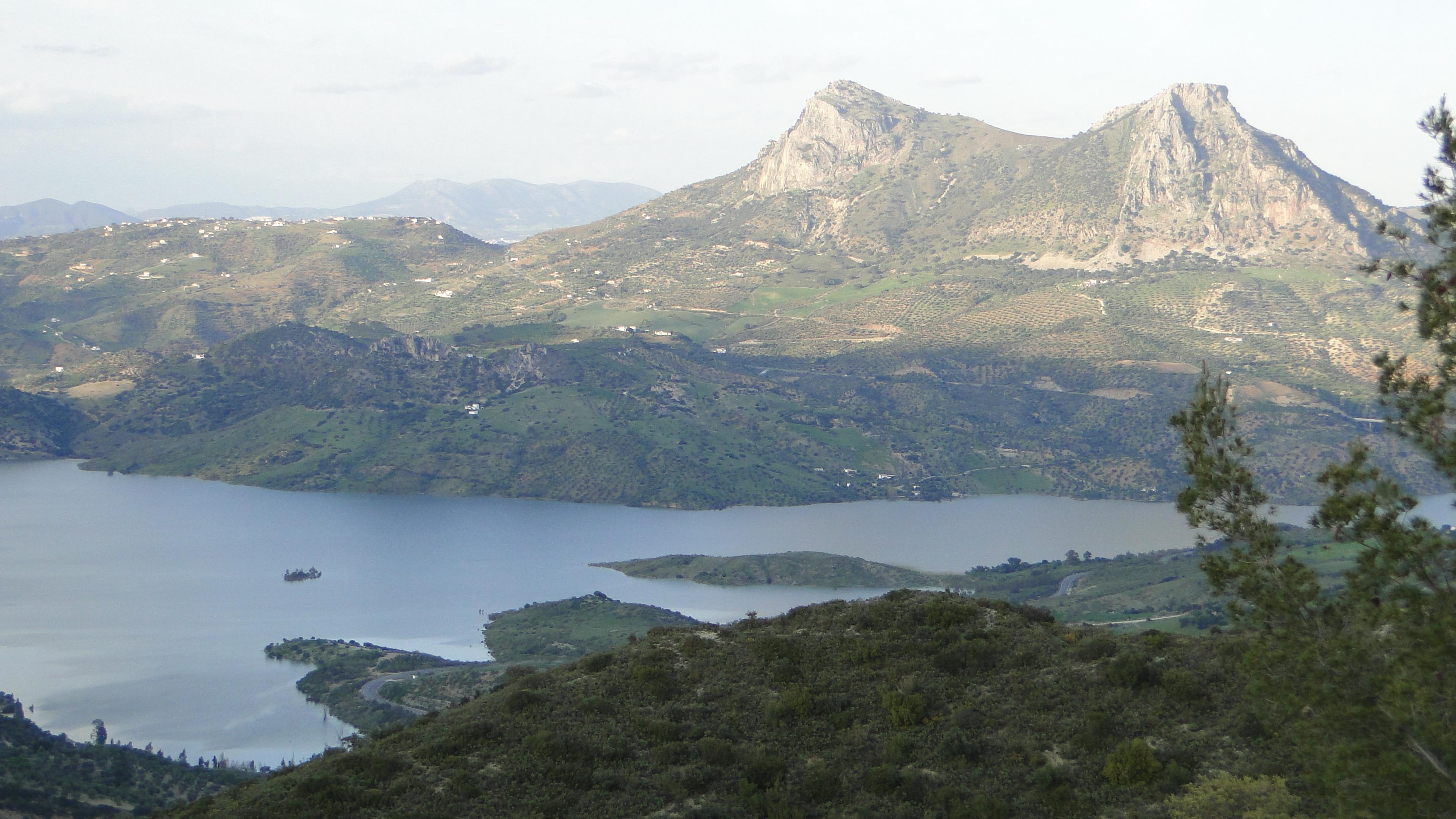
Subiendo al Puerto de las Palomas. Vistas del Embalse de Zahara de la Sierra

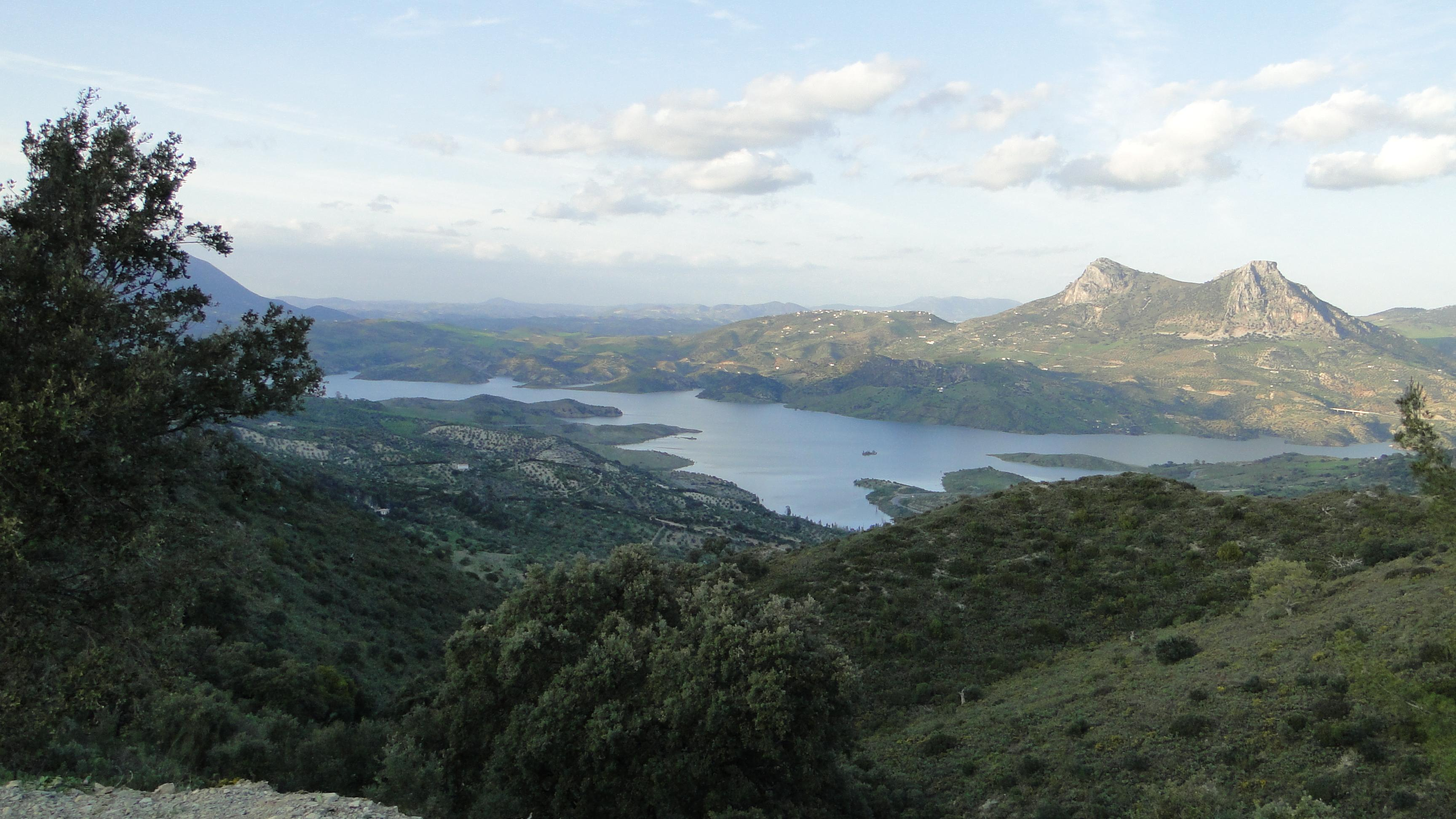
Subiendo al Puerto de las Palomas. Vistas del Embalse de Zahara de la Sierra

## Vuelta a España
El Puerto de Las Palomas se ha subido en cuatro ocasiones en la Vuelta a España, en las ediciones de 1986, 1990, 2002 y 2014. Está catalogado como puerto de primera categoría, excepto la primera vez que se subió que fue de especial.